# Russell Hagg
Russell Hagg (nacido en 1938) fue un diseñador y director de cine australiano. Estudió arquitectura en la Universidad de Melbourne antes de convertirse en diseñador para películas británicas, tiempo después trabajó como guionista y director en Crawford Productions.

## Créditos selectos
- A Clockwork Orange (1971) - Dirección artística.
- Cash and Company - Serie de televisión
- Tandarra - Serie de televisión
- Raw Deal (1977) - Director
- BMX Bandits (1983) - Guionista